# Biblioteca Municipal de Legazpi
La Biblioteca Municipal de Legazpi fue fundada en 1967 y forma parte de la Red de Lectura Pública de Euskadi.

## Historia

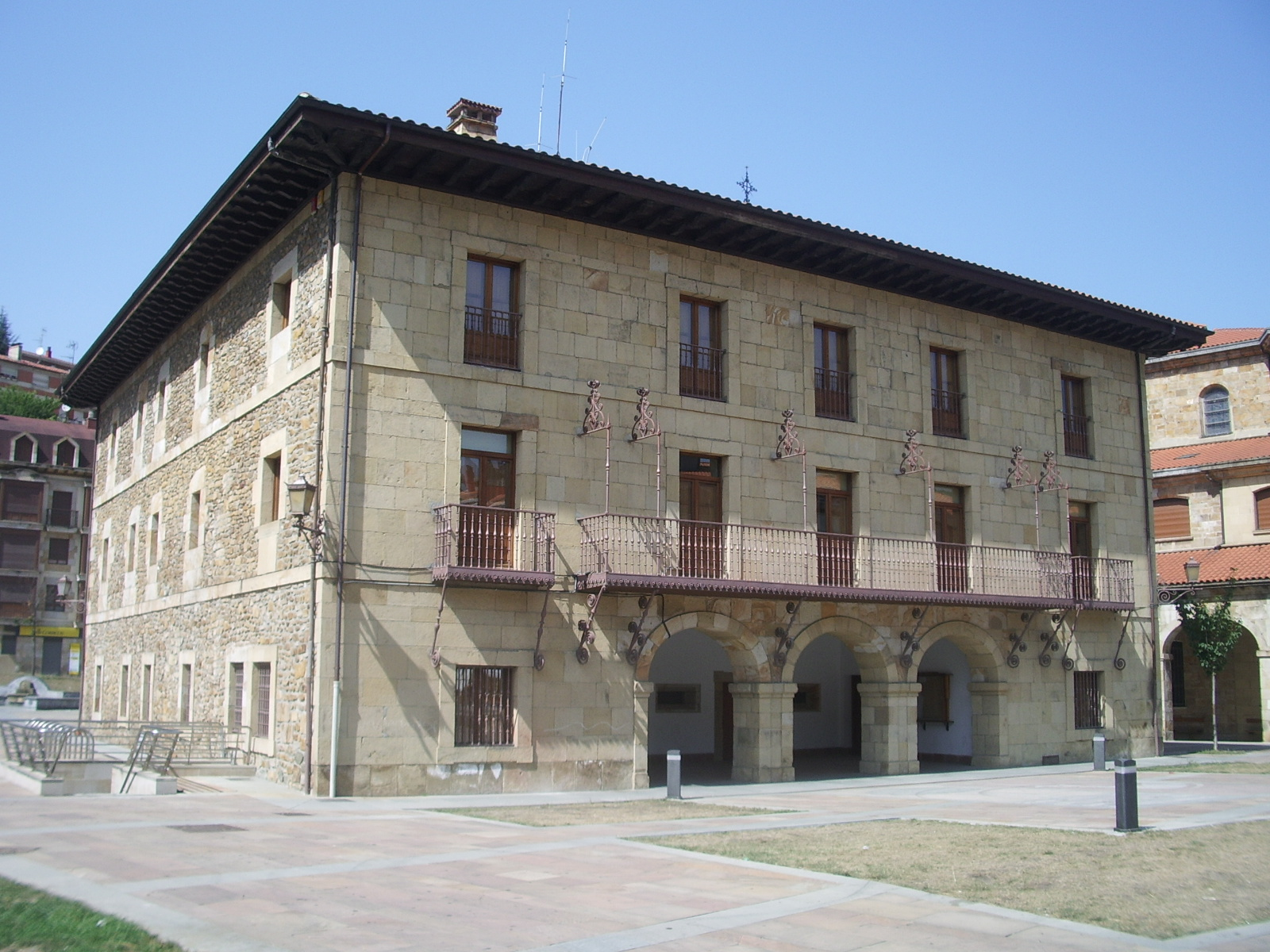
Ayuntamiento de Legazpi

La biblioteca municipal de Legazpi se creó en el año 1967.Se instaló en los bajos del Ayuntamiento en 1968. En poco tiempo también se creó una biblioteca infantil y juvenil en un local del entonces colegio "Escuelas Luis Aldasoro" (edificio donde se ubica la Haztegi Ikastola). En 1980 se trasladó a la última planta de la Casa de Cultura del barrio de Latxartegi.

## Localización
Se ubica en el 2.ª  y 3.ª planta de la Casa de Cultura de la localidad, situada en la calle Latxartegi número 3.

## Distribución
La biblioteca se divide en 2 plantas.
En el primer piso se encuentran:
- Biblioteca para prelectores
- Sección infantil y juvenil
- Sección de cómic infantil y juvenil
- Sección de adultos
- Hemeroteca

En el segundo piso se encuentran:
- Servicio de ordenadores
- Videoteca
- Fonoteca

## Servicios
La Biblioteca Municipal de Legazpi ofrece los siguientes servicios. 
- Recepción, información y búsquedas bibliográficas (también en línea).
- Salas de lectura y estudio.
- Biblioteca para prelectores: un rincón de lectura para niños de 0 a 6 años.
- Internet: Wi-Fi, software ofimático y ordenadores con conexión a internet, lectores electrónicos y tabletas.
- Hemeroteca: periódicos y revistas.
- Información de la localidad.[7]
- Amplia y diversa trayectoria documental: libros, revistas, periódicos, vídeos, música, documentos electrónicos.

## Acciones culturales
A lo largo del año se organizan varias actividades para fomentar la lectura.
Por un lado, hay dos grupos de lectura, uno en euskera y otro en castellano. También se organizan cuentacuentos para niños. Por otro lado, se realizan otras actividades relacionadas con la literatura, como encuentros con personas escritoras.